# Борочек Второй
Борочек Второй (укр. Бірочок Другий) — село,
Соколовский сельский совет,
Змиёвский район,
Харьковская область, Украина.
Код КОАТУУ — 6321785002. Население по переписи 2001 года составляет 63 (31/32 м/ж) человека.

## Географическое положение
Село Борочек Второй находится в 5-и км от реки Мжа (правый берег).
На расстоянии в 1 км расположено село Глубокая Долина, в 2-х км — посёлок Першотравневое, в 3-х км — село Соколово.
На расстоянии в 1 км проходит железная дорога (станция Платформа 829 км) и автомобильная дорога Т-2107.
Село окружено большим лесным массивом (дуб).

## Происхождение названия
В документах встречаются вариант написания названия как Бирочок Второй.

## История
- 1650 — дата основания.